# ارکول رابیتی
ارکول رابیتی (انگلیسی: Ercole Rabitti; ۲۴ اوت ۱۹۲۱ – ۲۸ مهٔ ۲۰۰۹) بازیکن فوتبال اهل ایتالیا بود.
از باشگاه‌هایی که در آن بازی کرده‌است می‌توان به باشگاه فوتبال یوونتوس، باشگاه فوتبال آنکونا، باشگاه فوتبال کومو، و باشگاه فوتبال اسپتزیا اشاره کرد.